# Radostin Kishishev
Radostin Prodanov Kishishev est un footballeur bulgare né le 30 juillet 1974 à Bourgas. Il évolue en tant qu'arrière droit.

## Carrière
- 1991-1994 : Chernomorets Bourgas  Bulgarie
- 1994-1997 : Naftex Burgas  Bulgarie
- 1997-1998 : Bursaspor  Turquie
- 1998-2000 : PFK Litex Lovetch  Bulgarie
- 2000-2006 : Charlton  Angleterre (182 matchs et 2 buts)
- 2006-2007 : Leeds United  Angleterre (10 matchs, en prêt par Charlton)
- 2006-2007 : Charlton  Angleterre (18 matchs)
- 2007-2008 : Leicester City  Angleterre (9 matchs)
- 2007-2008 : Leeds United  Angleterre (7 matchs, en prêt par Leicester City)
- 2009-2010 : PFK Litex Lovetch  Bulgarie (14 matchs et 1 but)
- 2010- : Brighton and Hove Albion  Angleterre (32 matchs)